# Tanjung Agung (Ulu Talo)
Tanjung Agung is een bestuurslaag in het regentschap Seluma van de provincie Bengkulu, Indonesië. Tanjung Agung telt 218 inwoners (volkstelling 2010).